# Sushmitha Singha Roy
Sushmitha Singha Roy (* 26. März 1984 in Medinipur, Westbengalen) ist eine ehemalige indische Leichtathletin, die sich auf den Siebenkampf spezialisiert hat.

## Sportliche Laufbahn
Erste internationale Erfahrungen sammelte Sushmitha Singha Roy im Jahr 2005, als sie bei den Asienmeisterschaften im südkoreanischen Incheon mit 5308 Punkten die Silbermedaille hinter ihrer Landsfrau Soma Biswas gewann. Im Jahr darauf startete sie bei den Commonwealth Games in Melbourne und erreichte dort mit 4420 Punkten Rang elf. 2007 gewann sie dann bei den Asienmeisterschaften in Amman mit 5154 Punkten die Bronzemedaille hinter der Kasachin Irina Karpowa und ihrer Landsfrau J. J. Shobha. 2008 qualifizierte sie sich für die Teilnahme an den Olympischen Spielen in Peking und erreichte dort mit 5705 Punkten Rang 31. Im Jahr darauf wurde sie dann bei den Weltmeisterschaften in Berlin mit 4983 Punkten 25. 2010 belegte sie bei den Commonwealth Games in Neu-Delhi mit 5120 Punkten den sechsten Platz und erreichte anschließend bei den Asienspielen in Guangzhou mit 5051 Punkten Rang vier, wie auch bei den Leichtathletik-Asienmeisterschaften 2011 in Kōbe mit 5179 Punkten. 2013 wurde sie bei den Asienmeisterschaften in Pune mit 5328 Punkten Fünfte und im Jahr darauf klassierte sie sich bei den Asienspielen in Incheon mit 5194 Punkten auf dem vierten Platz und beendete daraufhin ihre Karriere als Leichtathletin im Alter von 30 Jahren.
In den Jahren 2008 und 2013 wurde Singha Roy indische Meisterin im Siebenkampf und 2005 siegte sie im Hochsprung.

## Persönliche Bestleistungen
- Hochsprung: 1,75 m, 1. August 2005 in Chennai
- Siebenkampf: 5872 Punkte, 3. März 2006 in Melbourne